# Ubaldo Pugnaloni
Ubaldo Pugnaloni (Ancona, 25 dicembre 1924 – Ancona, 17 aprile 2018) è stato un ciclista su strada italiano.
Professionista tra l'ottobre 1945 ed il 1950, partecipò tre volte al Giro d'Italia.

## Carriera
Corse per le principali squadre italiane dell'epoca, fra cui la Bianchi, la Viscontea e la Stucchi. In carriera non colse alcuna vittoria, tuttavia ebbe alcuni dignitosi piazzamenti, tutti ottenuti nel 1948: al Giro d'Italia concluse secondo la settima tappa (da Roma a Pescara) e terzo la decima (da Napoli a Fiuggi). Inoltre salì sul podio alla Coppa Placci 1948, chiudendo la manifestazione in terza posizione.

## Piazzamenti

### Grandi Giri
- Giro d'Italia

1946: ritirato
1947: 45º
1948: 38º

### Classiche monumento
- Milano-Sanremo

1946: 38º
- Giro di Lombardia

1945: 6º
1946: 9º
1948: 19º